# 쉐보레 이쿼녹스
쉐보레 이쿼녹스(Chevrolet Equinox) 제너럴 모터스가 쉐보레 브랜드로 생산, 판매하는 전륜구동 기반 SUV다. 1~2세대는 중형급이었으나, 3세대는 준중형으로 자리잡았다.

## 1세대

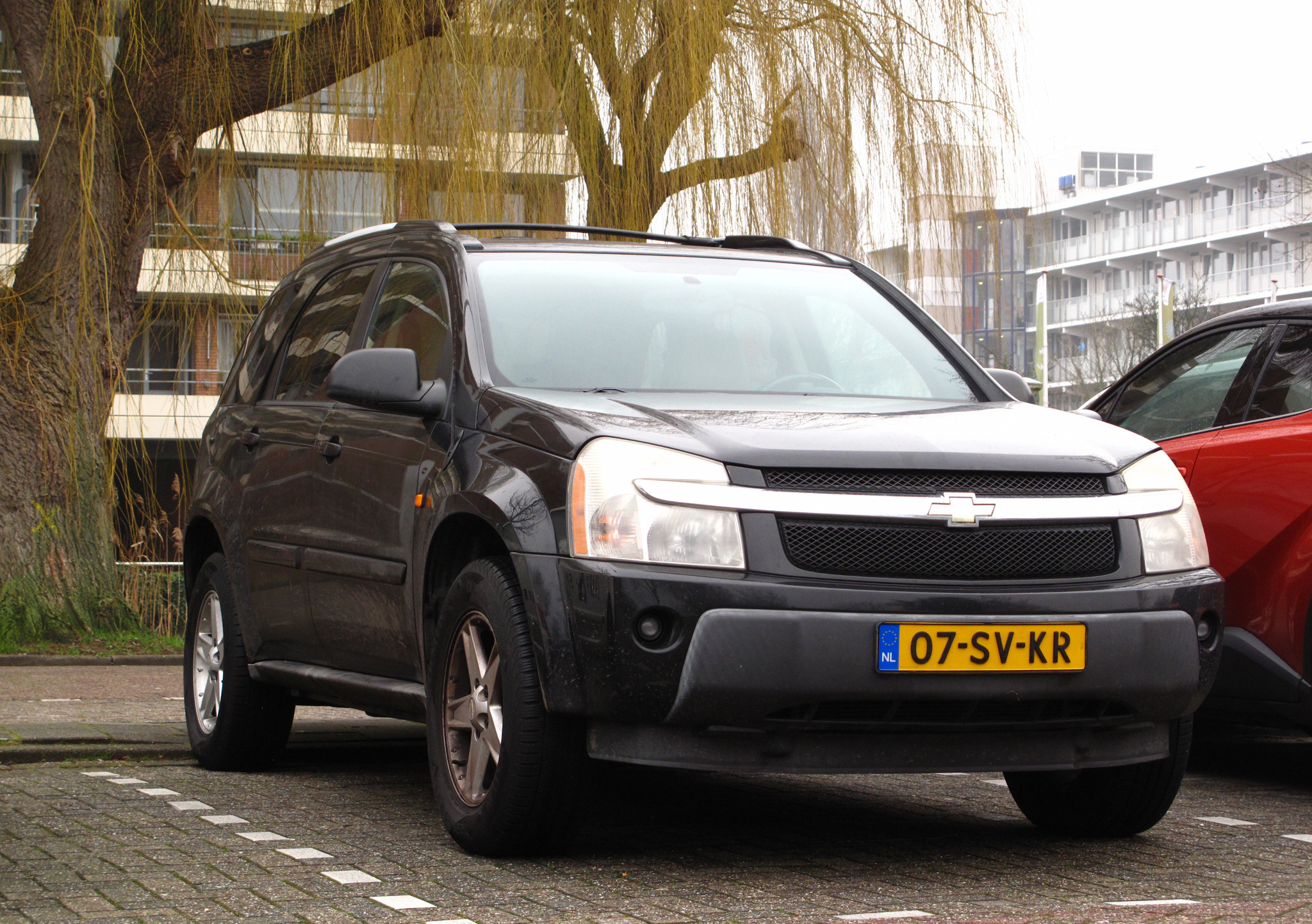
쉐보레 이쿼녹스 정측면

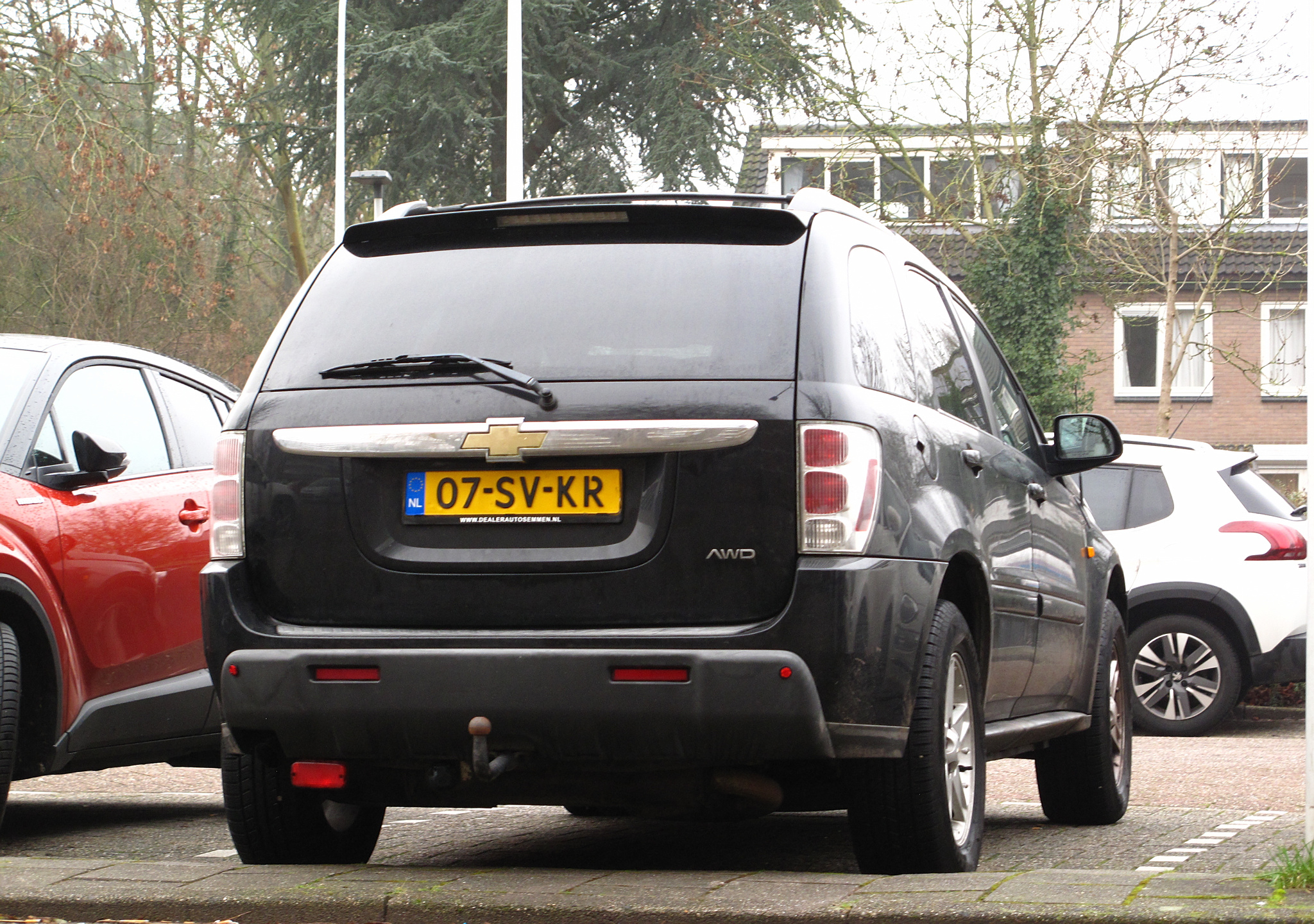
쉐보레 이쿼녹스 후측면

2004년에 트랙커와 트레일 블레이저, S-10 블레이저의 통합 후속 차종으로 출시되었다. 파워트레인은 초기에는 185마력 V6 3.4리터 엔진과 아이신 5단 자동변속기를 탑재한 모델만 존재했었다. 그 후 2007년 말에는 스포츠 트림이 추가되었는데, 264마력 V6 3.6리터 엔진에 6단 자동변속기가 탑재되었다. 형제 차종으로 일부 사양이 다른 폰티액 토렌트도 팔렸다.

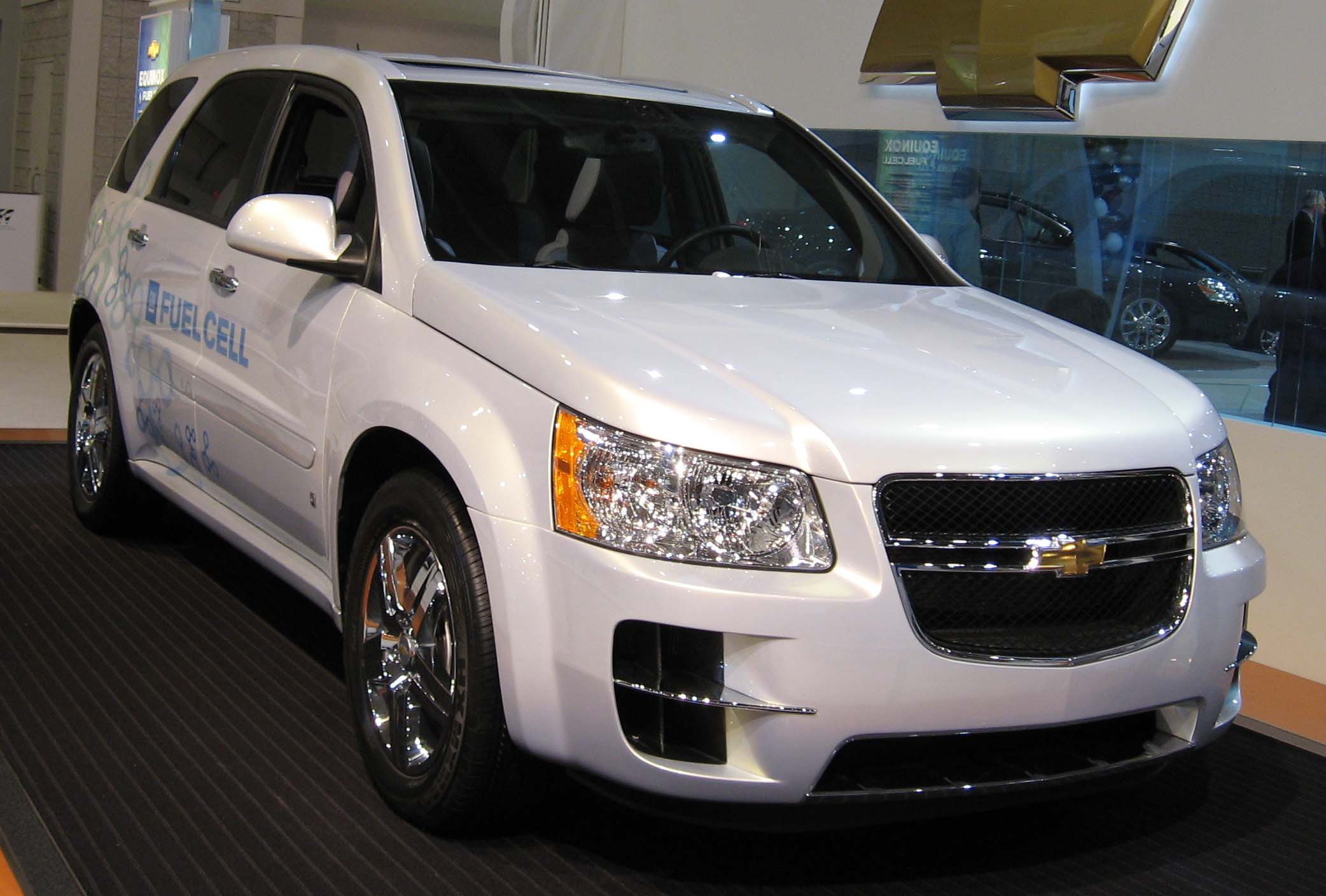
쉐보레 이쿼녹스 Fuel Cell 정측면
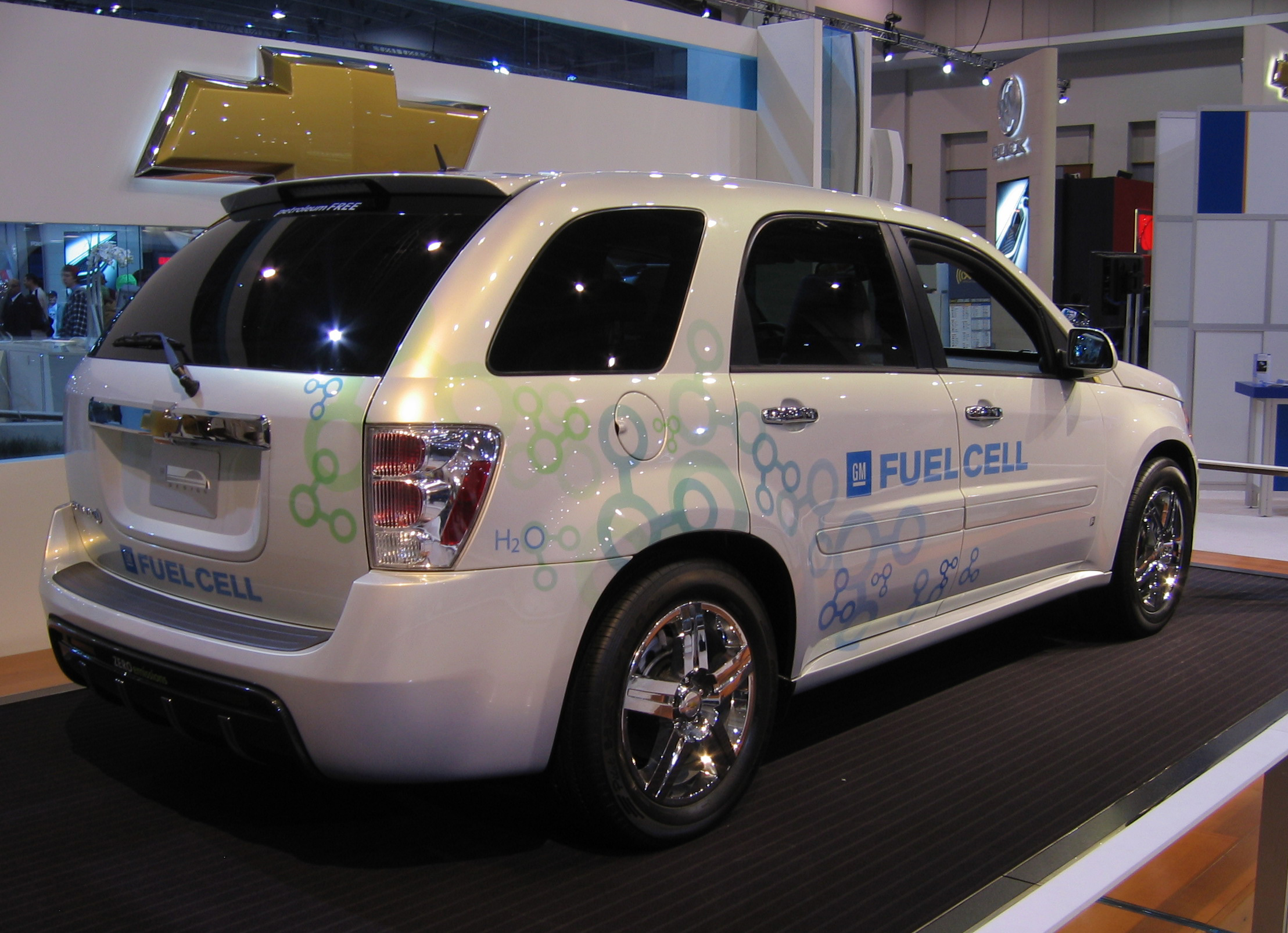
쉐보레 이쿼녹스 Fuel Cell 후측면

## 2세대

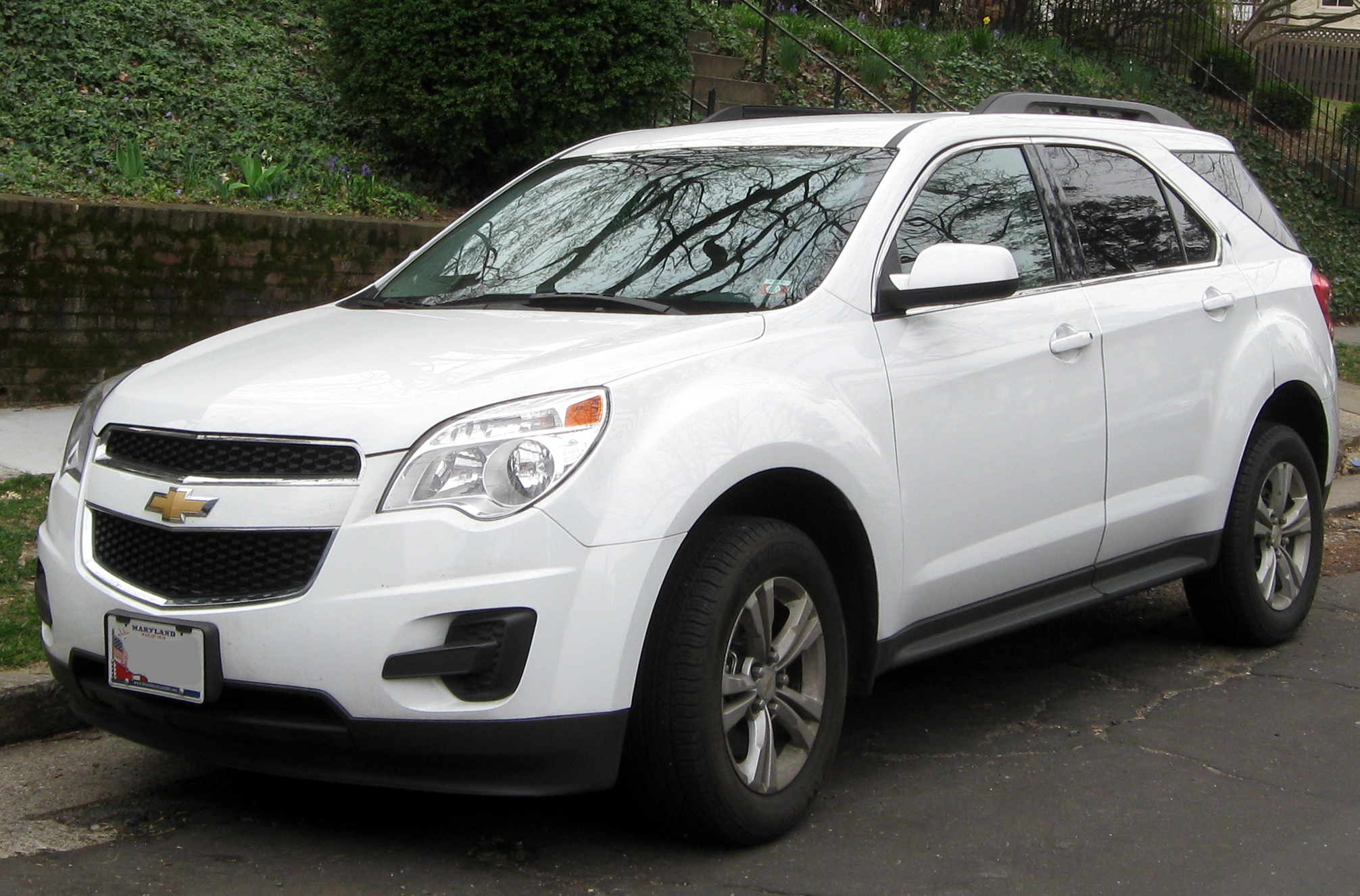
쉐보레 이쿼녹스 (전기형) 정측면

2008년 12월 21일에 북미 국제 오토쇼에서 공개되었고, 2009년 6월에 출시되었다. 엔진은 초기에는 2.4 직렬 4기통 182마력 엔진과 3.0 V6 264마력 두 가지 엔진이 있었는데, 2013년식에서는 V6 3.0 엔진이 301마력 V6 3.6 엔진으로 변경되었다. 변속기는 6단 자동변속기 한 가지다. 2014년 기준으로 미국에서 3번째로 많이 팔린 쉐보레 브랜드 차로 기록되었다. 2015년 2월 12일에 시카고 오토쇼를 통해 페이스 리프트 모델이 공개되었다. 같은 해 중후반에 페이스 리프트를 거쳐 전면부는 쉐보레의 새로운 패밀리 룩이 적용되었으며, 후면부는 테일램프가 변경되었다. 전기형은 곡선형이었지만, 후기형은 캡티바와 비슷한 형상인 직선형으로 바뀌었다.

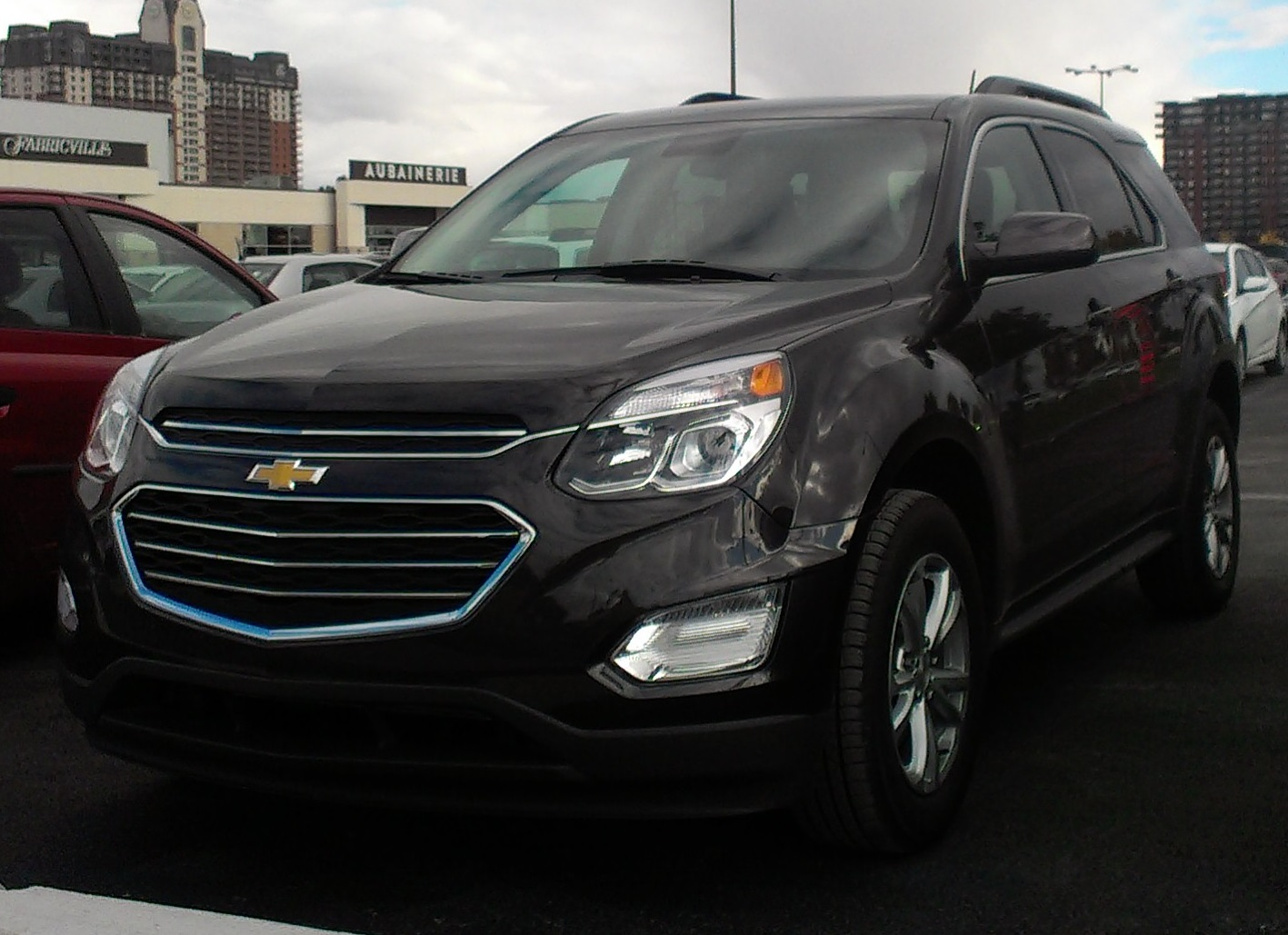
쉐보레 이쿼녹스 (후기형) 정측면

## 3세대

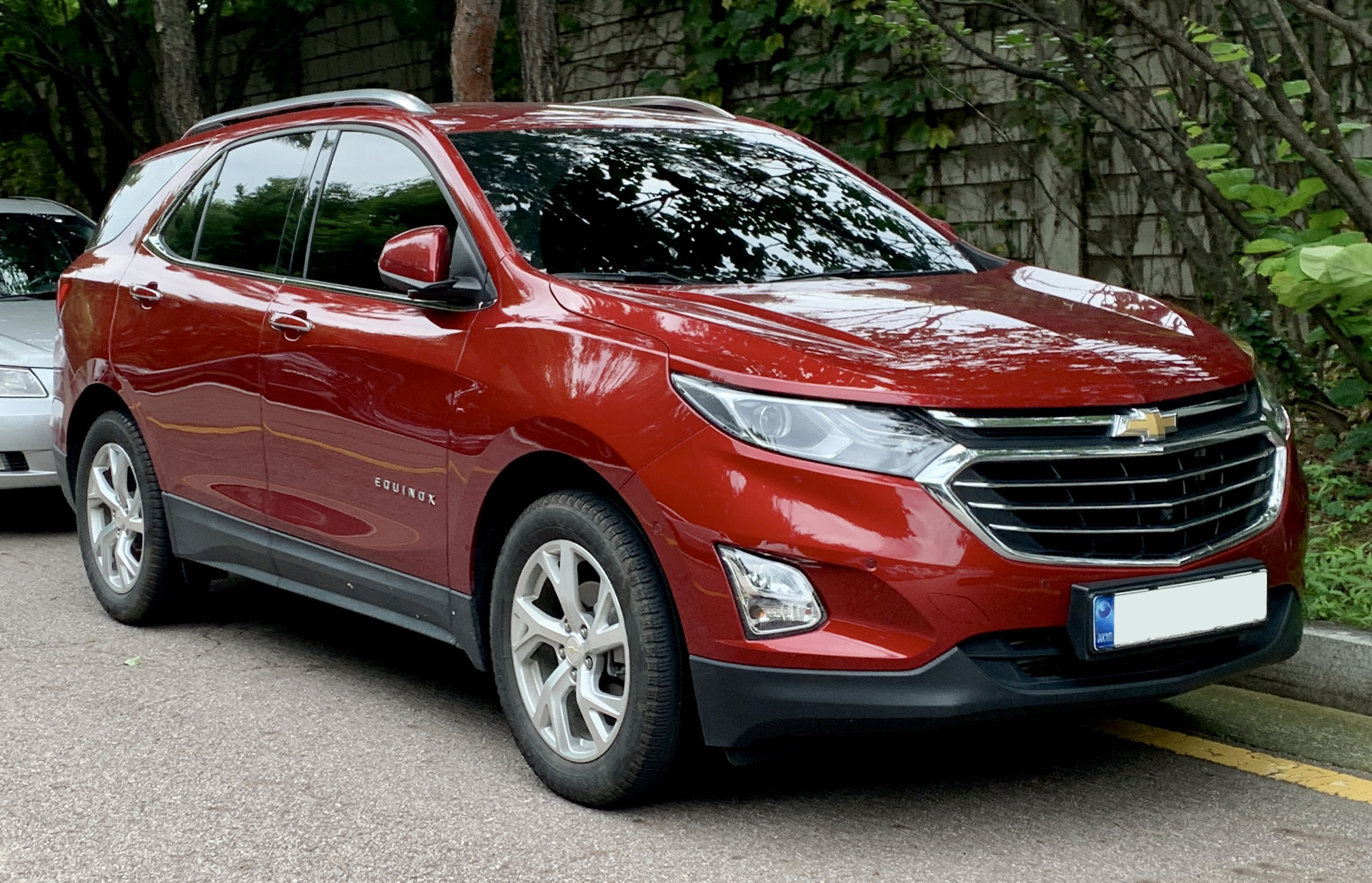
쉐보레 이쿼녹스 정측면

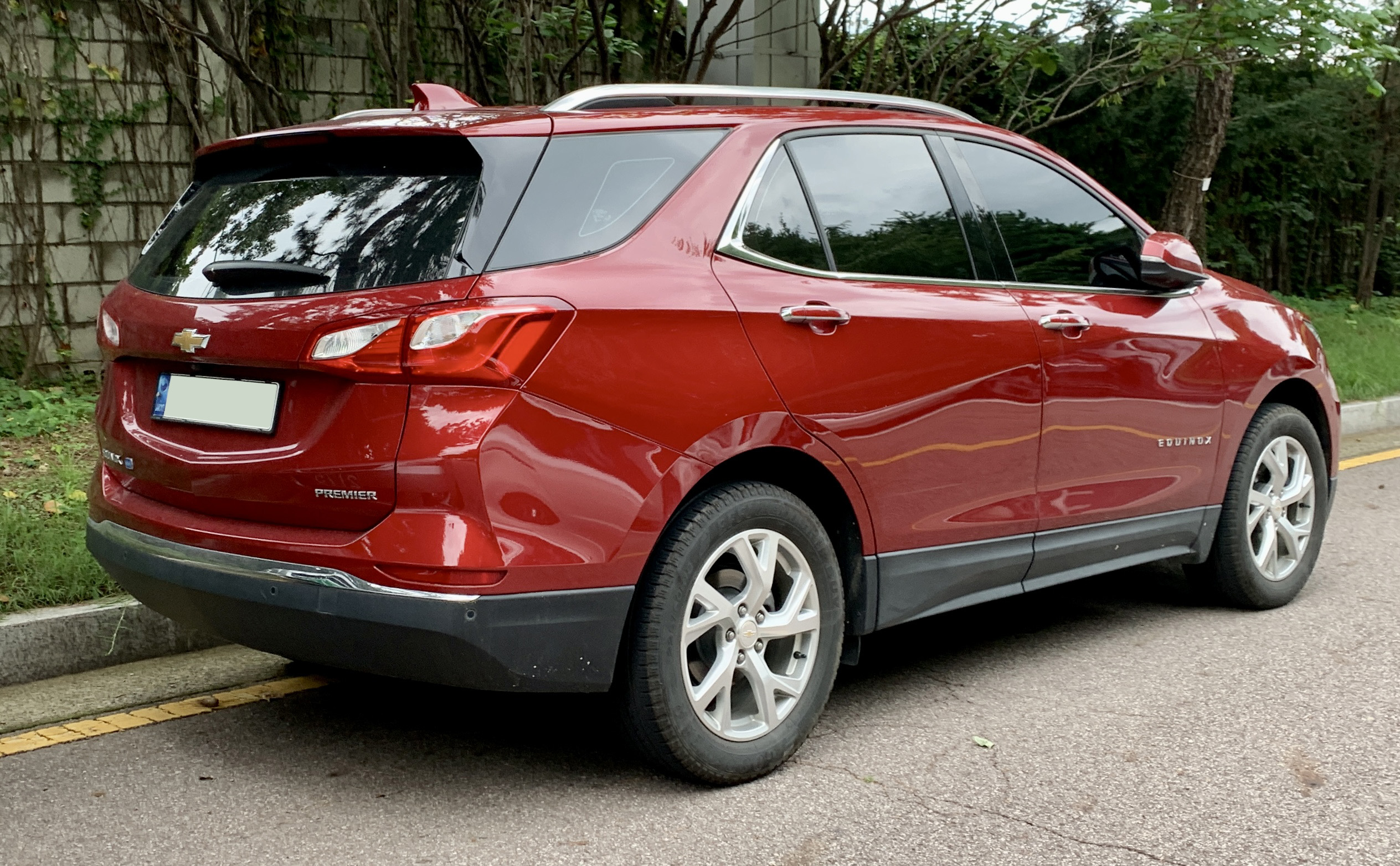
쉐보레 이쿼녹스 후측면

2016년 9월 22일에 공개되었고, 2017년 초에 출시되었다. 전륜구동 플랫폼은 동사의 크루즈와 뷰익 엔비전 등에 사용한 GM D2XX를 기반으로 하며, 외부 치수도 1~2세대에 비해 경량화되었다. 3세대부터는 북아메리카에 한정하지 않고 대한민국과 중국을 포함한 중동, 오세아니아 등지에서도 캡티바의 대체 차종으로 판매되며, 이에 따라 한국지엠은 노후화된 캡티바를 단종시키고 3세대 이쿼녹스를 수입해서 대한민국 시장에 내놓았다. 따라서 좌측통행 국가에서는 우핸들을 적용해서 나온다. 호주, 뉴질랜드 등지에서는 홀덴 브랜드로 판매된다. 1.5L와 2.0L 등 가솔린 터보 2종과 1.6L 디젤 1종이 있고, 6단 혹은 9단 자동변속기가 적용된다.
2021년에 페이스리프트하면서 디젤 엔진을 단종시키고, 가솔린 엔진은 172마력 1.5리터 터보 엔진으로 일원화했다. 자동변속기는 계속 6단을 이용하고, 대한민국용에도 첫 출시 이래 계속 6단 자동변속기를 이용 중이다.
대한민국에는 부산 국제 모터쇼에서 첫 선을 보인 후, 기존 캡티바를 대체하기 위해 2018년 6월 7일에 오펠제 136마력 1.6L 커먼레일 디젤 엔진과 6단 자동변속기가 적용된 사양으로 출시했다. 그러나 대한민국과 FTA를 체결하지 않은 국가인 멕시코 현지공장 생산분을 수입해서 판매한 데다가, 차급에 비해 가격 경쟁력을 갖추지 못해 판매 부진에 시달렸다. 결국 미국 현지에서 GM 본사가 136마력 1.6리터 커먼레일 디젤 엔진의 단종을 발표하여 2021년 3월에 소리소문없이 수입이 중단됐다. 이후 GM 본사에서 이쿼녹스의 생산 라인을 상용 전기 밴의 생산라인으로 전환한다고 발표하면서 이쿼녹스의 대한민국 판매 재개 여부가 매우 불투명해졌으나 한국지엠에서 이쿼녹스 1.5리터 가솔린 터보의 대한민국 인증을 진행하고 있다고 밝혔고, 2022년 6월에 172마력 1.5리터 가솔린 터보 엔진이 장착된 페이스리프트 모델을 대한민국에 출시했다. 1.6 디젤 때부터 전륜구동과 4륜구동이 모두 대한민국에 판매 중이다.
그러나 판매 부진은 여전했고, 4세대로 풀 모델 체인지를 앞둔 2024년에 수입이 중단됐다.

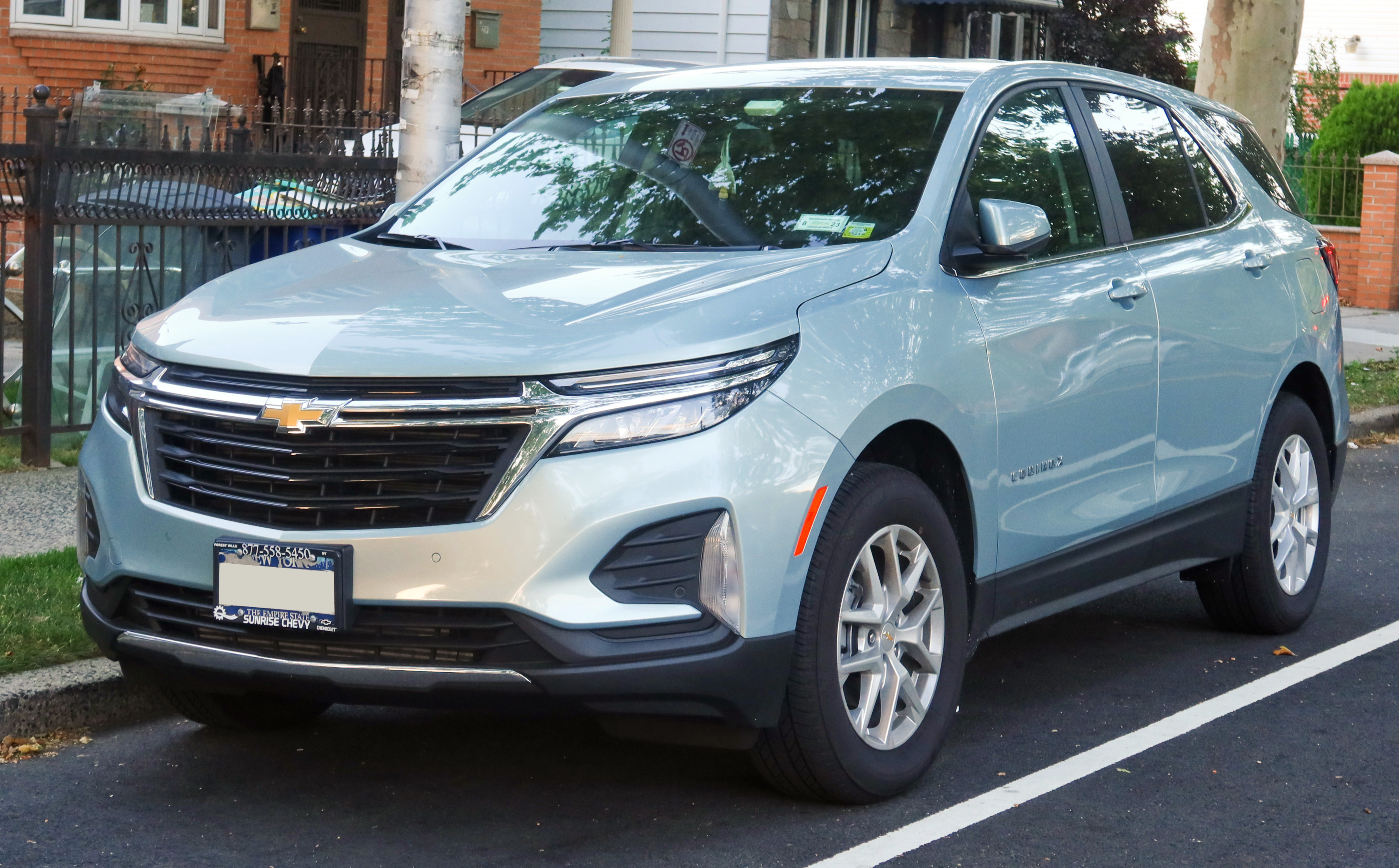
쉐보레 더 넥스트 이쿼녹스 정측면
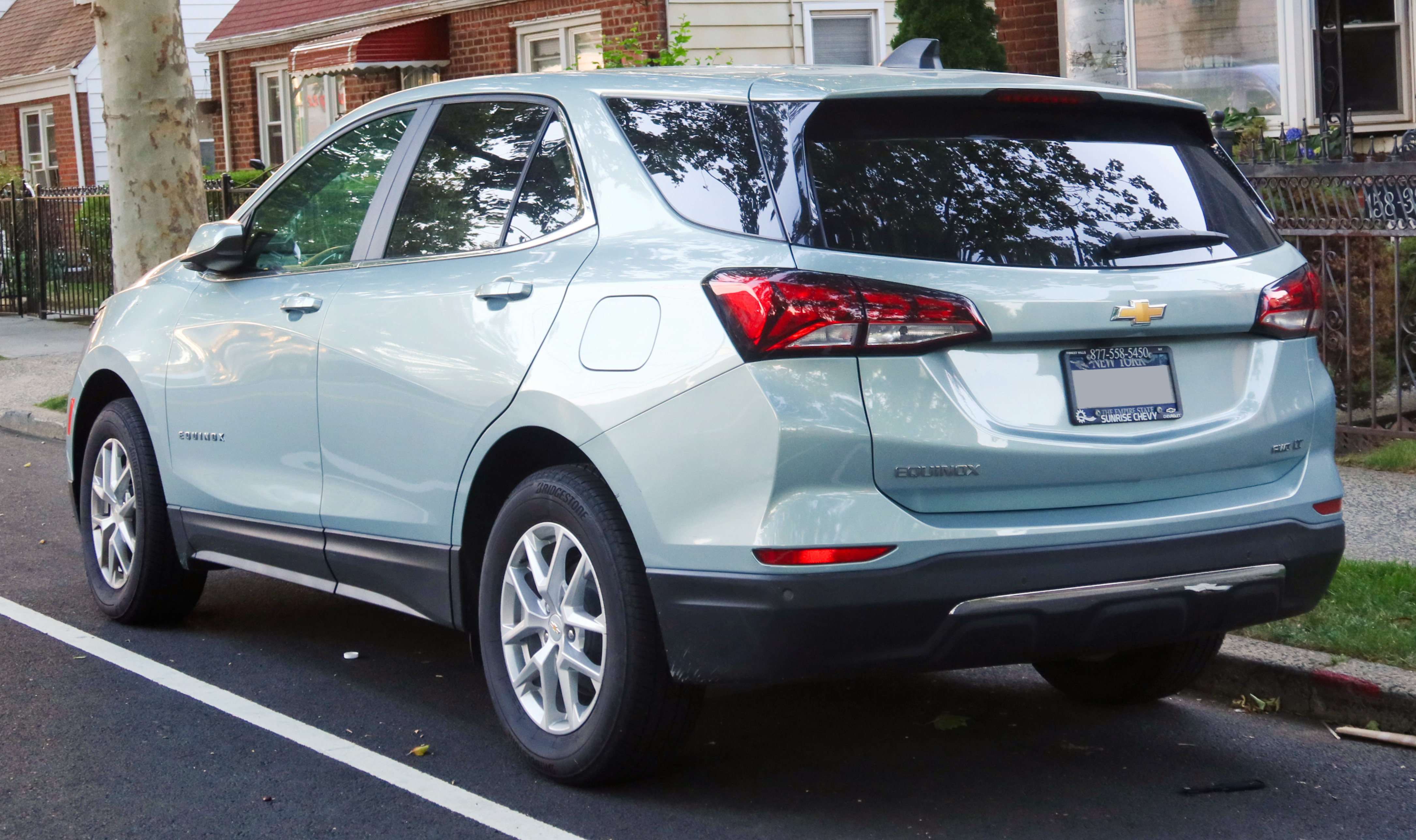
쉐보레 더 넥스트 이쿼녹스 후측면
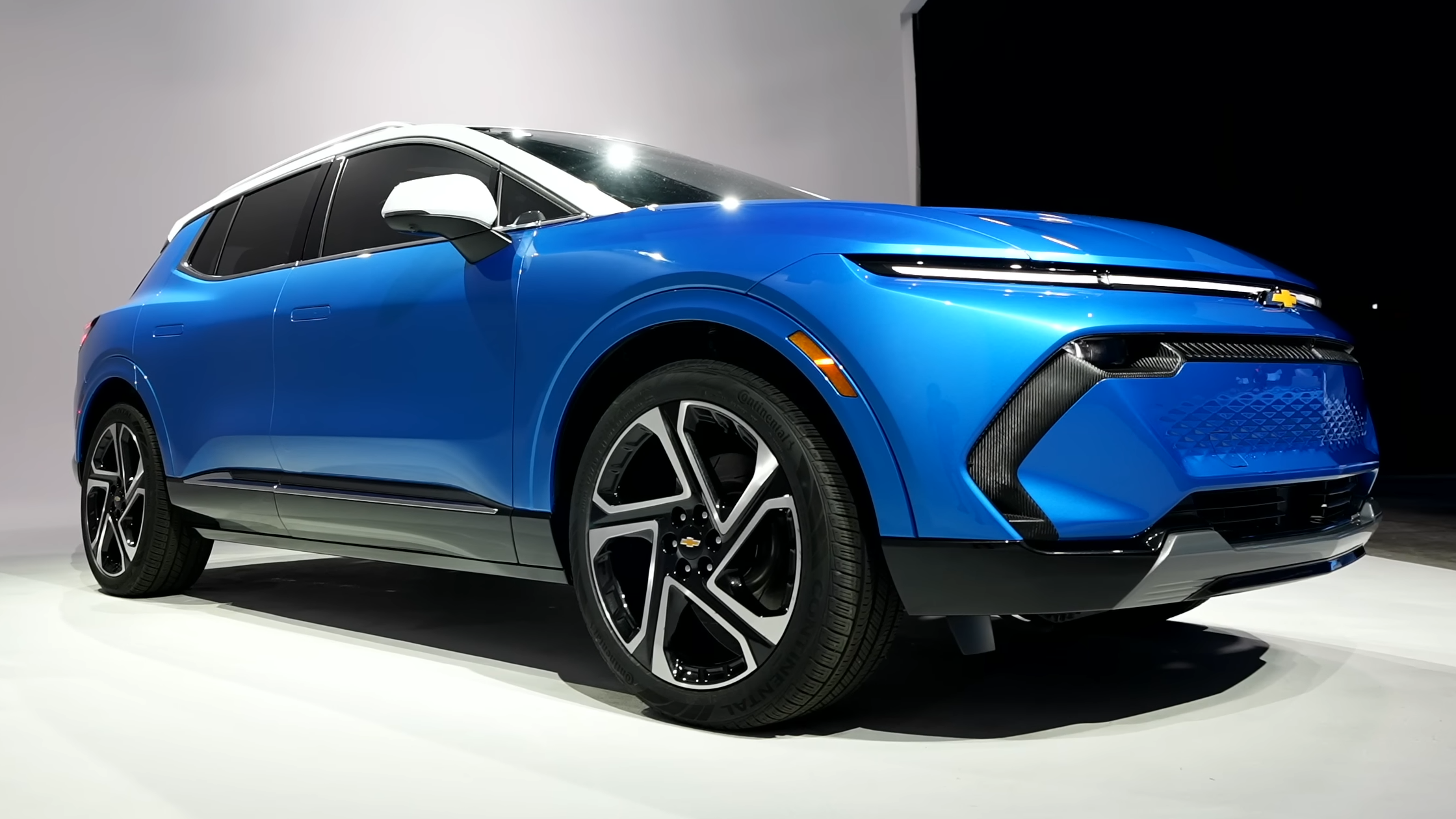
쉐보레 이쿼녹스 EV 정측면
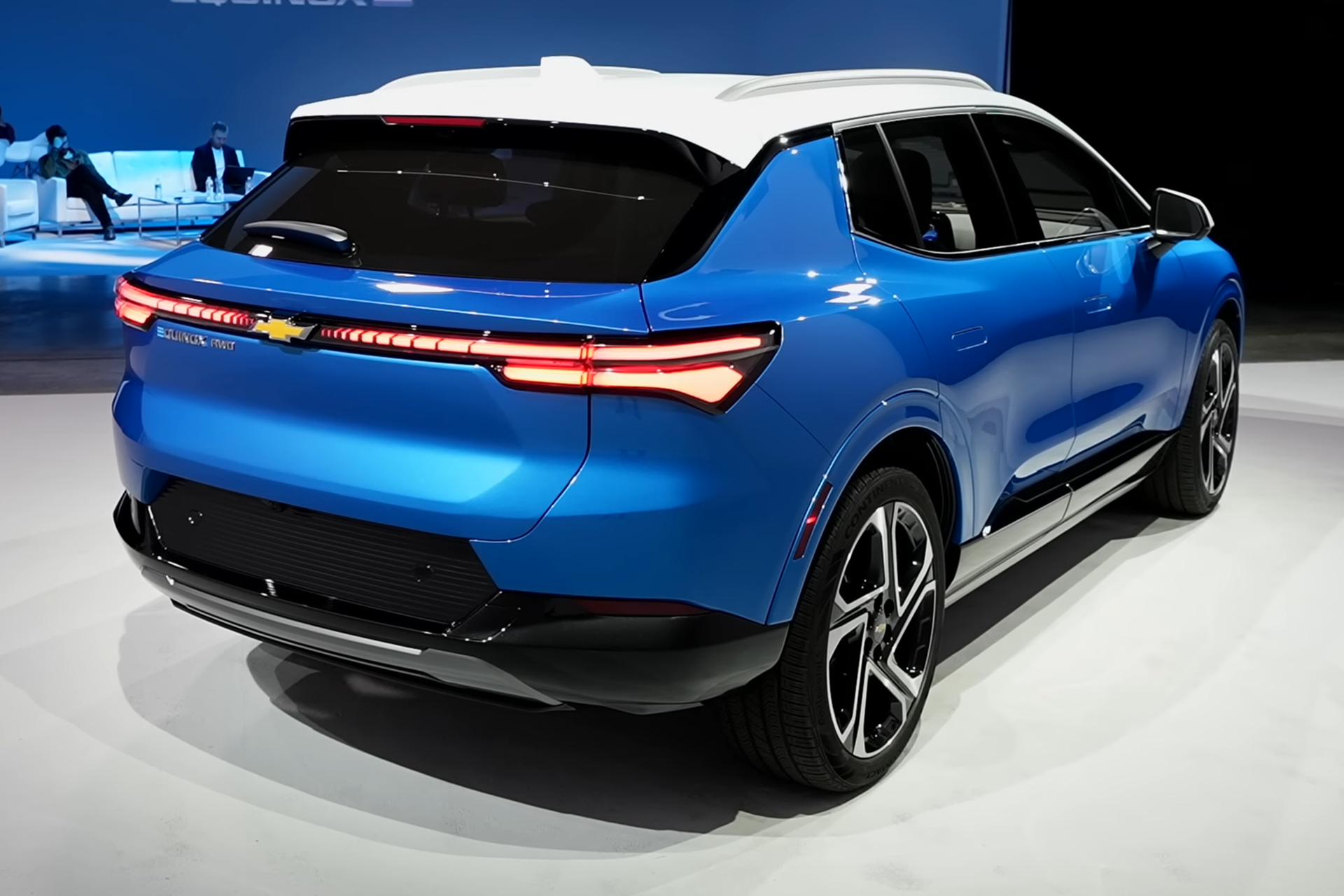
쉐보레 이쿼녹스 EV 후측면
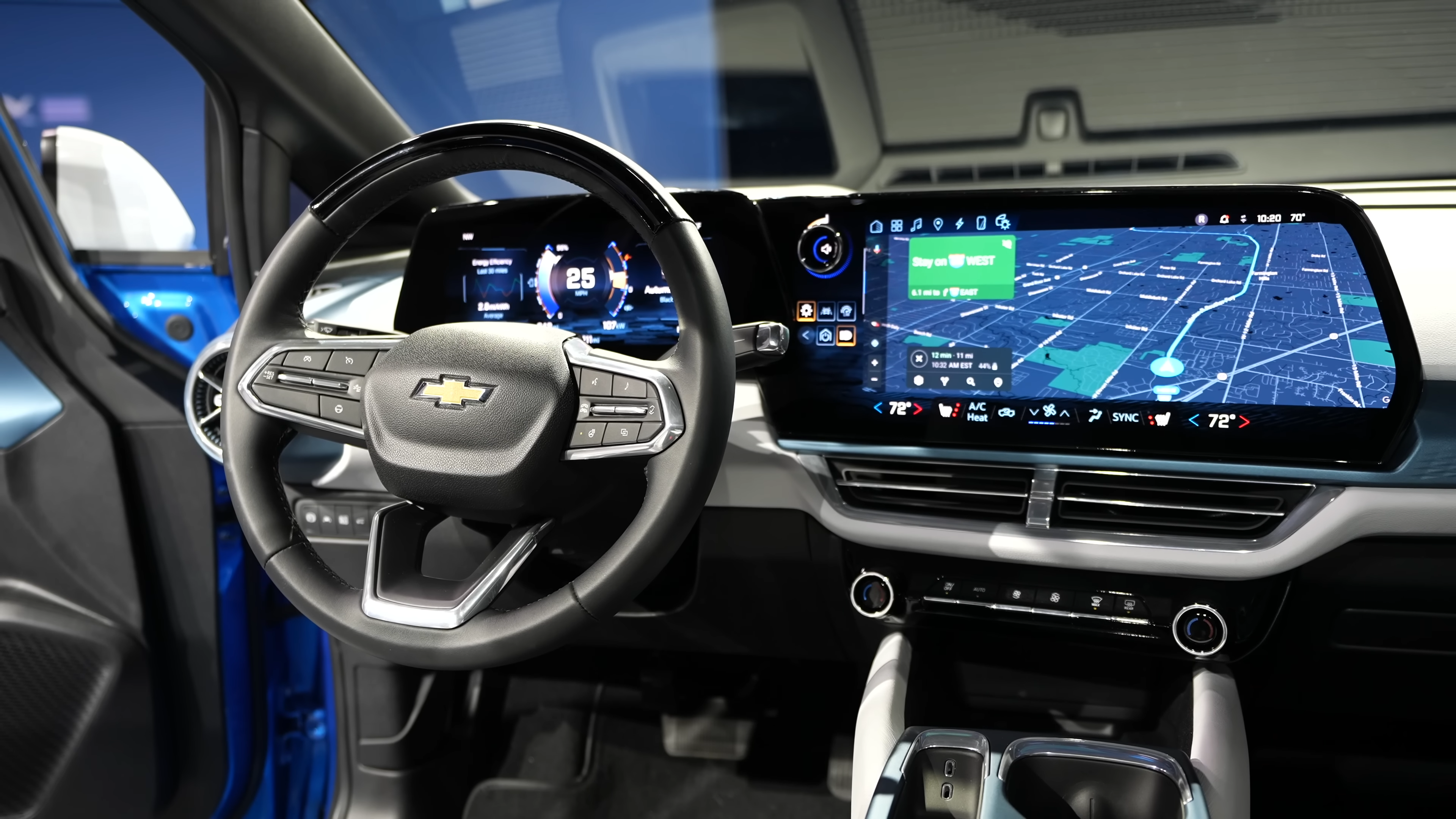
쉐보레 이쿼녹스 EV 실내

| 구분                 | 1.6L 디젤 2WD                 | 1.6L 디젤 4WD                 |
| -------------------- | ----------------------------- | ----------------------------- |
| 전장 (mm)            | 4,650                         | 4,650                         |
| 전폭 (mm)            | 1,845                         | 1,845                         |
| 전고 (mm)            | 1,690 1,695(루프랙 적용시)    | 1,690 1,695(루프랙 적용시)    |
| 축거 (mm)            | 2,725                         | 2,725                         |
| 윤거 (전, mm)        | 1,580                         | 1,580                         |
| 윤거 (후, mm)        | 1,581                         | 1,581                         |
| 승차 정원            | 5명                           | 5명                           |
| 변속기               | 자동 6단                      | 자동 6단                      |
| 서스펜션 (전/후)     | 맥퍼슨 스트럿/멀티 링크       | 맥퍼슨 스트럿/멀티 링크       |
| 구동 형식            | 전륜구동                      | 4륜구동                       |
| 엔진 형식            | LH7                           | LH7                           |
| 연료                 | 디젤                          | 디젤                          |
| 배기량 (cc)          | 1,598                         | 1,598                         |
| 최고 출력 (ps/rpm)   | 136/3,500                     | 136/3,500                     |
| 최대 토크 (kg*m/rpm) | 32.6/2,000~2,250              | 32.6/2,000~2,250              |
| 연료 탱크 용량 (L)   | 56                            | 59                            |
| 요소수 탱크 용량 (L) | 18.5                          | 18.5                          |
| 공차 중량 (kg)       | 1,645                         | 1,730                         |
| 연비 (km/L)          | 도심 12.2/고속 14.9/복합 13.3 | 도심 11.9/고속 14.4/복합 12.9 |
| Co2 배출량 (g/km)    | 143                           | 148                           |

## 4세대
2024년 1월 23일에 정식 공개했으며, 자동변속기는 컬럼식이 적용됐다.

## 경쟁 차종
- 현대자동차 - 투싼
- 기아자동차 - 스포티지
- KG모빌리티 - 코란도, 토레스
- 르노 - 르노 오스트랄, 르노 콜레오스, QM6
- 오펠 - 그랜드랜드
- 폭스바겐 - 티구안, 테이론
- 포드 - 이스케이프, 쿠가
- 닛산 - 로그, X-트레일
- 토요타 - RAV4
- 푸조 - 3008, 5008
- 시트로엥 - C5 에어크로스
- 스바루 - 포레스터
- 마쓰다 - CX-5, CX-50